# Sumar (partido político)
Movimiento Sumar (SMR), também conhecido simplesmente como Sumar, é um Partido político espanhol de esquerda.  Foi fundado e é liderado por Yolanda Díaz, atual segunda vice-presidente e ministra do Trabalho e Economia Social do Governo da Espanha.
A plataforma foi registada provisoriamente como associação a 28 de março de 2022 e lançada publicamente em 18 de maio do mesmo ano. No dia 2 de abril de 2023 Yolanda Díaz foi apresentada como candidata a ser a primeira mulher presidente do Governo da Espanha na cerimónia de encerramento do processo de escuta e diálogo em Madrid e, em 31 de maio, Sumar foi registado como partido político junto do Ministério do Interior sob o nome de Movimiento Sumar.
Este partido foi descrito como um "instrumento" para facilitar a unificação num espaço e candidatura comuns das forças progressistas antes das eleições gerais de 23 de julho de 2023, reunindo os principais atores políticos da esquerda.

## História

### Apresentação da marca e primeiros atos
Através das redes sociais da própria Yolanda Díaz e da plataforma recém-criada, no primeiro de julho de 2022, começou a ser transmitido um vídeo promocional no qual os cidadãos eram convidados a participar do primeiro ato público dum processo de escuta e diálogo, um evento que foi acolhido no espaço cultural do "Matadero Madrid" no dia 8 de julho de 2022. Através deste vídeo, também foi divulgada a imagem oficial e o logotipo da plataforma. O evento acolheu mais de 5.000 pessoas e a vice-presidente foi acompanhada por rostos conhecidos da cultura, como James Rhodes, Elvira Sastre, Belén Gopegui e Elizabeth Duval.
Seguiram-se outros eventos em Lugo, Gijón, Mérida, Bilbau (País Basco), e em Sabadell, na Catalunha. No dia oito de novembro o processo de escuta passou por Pamplona (Navarra), e no dia seguinte em Logronho, depois Valência e Paterna. Quarenta e quatro dias depois, seguiram-se atos em A Coruña, Saragoça, Valladolid, Albacete, Múrcia, Palma de Maiorca, e as cidades catalãs de Tarragona e Barcelona. Sumar chegou a Santander no sábado 4 e no domingo 19 de março a Sevilha e seis dias depois a Las Palmas de Gran Canaria. A 2 de abril, Yolanda Díaz realizou um ato no centro desportivo Antonio Magariños, Madrid, onde apresentou a sua candidatura às eleições legislativas, encerrando assim o "processo de escuta".
No dia 23 de setembro, foram apresentados os diferentes grupos de trabalho através dos quais será elaborado o programa eleitoral para as eleições legislativas de 2023, bem como as pessoas que coordenarão esses grupos, entre os quais a ativista e professora Yayo Herrero, a antropóloga catalã e professora catedrática da URV Dolors Comas d’Argemir, o professor e físico Joaquín Sevilla, o escritor Bernardo Atxaga, ou o juiz Fernando Salinas Molina, defensor da independência dos tribunais catalães.
Relativamente ao mais alto representante do Estado, afirma-se contrária à Monarquia, preferindo abertamente "um chefe de Estado que possa ser votado e democraticamente eleito", ou seja, a República.

## Eleições

### Eleições gerais de 2023
Nas eleições municipais e regionais de 28 de maio de 2023 Sumar não se apresentou. No dia seguinte, Pedro Sánchez, presidente do Governo da Espanha, convocou eleições gerais antecipadas para 23 de julho de 2023. Isto deixou uma margem de apenas 12 dias (até 9 de junho) para negociar uma coligação eleitoral entre Sumar e o resto das forças progressistas do Estado, segundo o estabelecido pela legislação eleitoral espanhola.
O desafio de Sumar nestes 12 dias era conseguir um acordo formal (estratégia de campanha, nomes, imagem, listas eleitorais, etc.) com todas as forças que apoiaram a apresentação de Yolanda Díaz em Magariños, além de integrar o Podemos na equação. Diferentes partidos confirmaram que participarão com Sumar através de uma coligação eleitoral:

#### Partidos a nível nacional
| Partido | Partido         | Ref.          |
| ------- | --------------- | ------------- |
|         | Alianza Verde   | [ 35 ]        |
|         | Izquierda Unida | [ 35 ] [ 36 ] |
|         | Podemos         | [ 37 ]        |
|         | Verdes Equo     | [ 35 ] [ 38 ] |

#### Partidos a nível regional
| Partido | Partido                       | Ámbito de actuación   | Ref.          |
| ------- | ----------------------------- | --------------------- | ------------- |
|         | Iniciativa del Pueblo Andaluz | Andaluzia             | [ 39 ]        |
|         | Chunta Aragonesista           | Aragão                | [ 40 ]        |
|         | Proyecto Drago                | Canárias              | [ 41 ]        |
|         | Barcelona en Comú             | Catalunha             | [ 42 ]        |
|         | Catalunya en Comú             | Catalunha             | [ 42 ]        |
|         | Esquerra Verda                | Catalunha             | [ 42 ]        |
|         | Más Madrid                    | Comunidade de Madrid  | [ 43 ]        |
|         | Compromís                     | Comunidade Valenciana | [ 44 ] [ 45 ] |
|         | Ara Eivissa                   | Ilhas Baleares        | [ 46 ]        |
|         | Gent per Formentera           | Ilhas Baleares        | [ 46 ]        |
|         | Més per Mallorca              | Ilhas Baleares        | [ 46 ]        |
|         | Més per Menorca               | Ilhas Baleares        | [ 46 ]        |
|         | Batzarre                      | Navarra               | [ 47 ]        |
|         | Equo-Berdeak                  | País Basco            | [ 48 ] [ 49 ] |
|         | Ezker Anitza                  | País Basco            | [ 50 ]        |
|         | Más Euskadi                   | País Basco            | [ 51 ]        |

Por outro lado, o partido ceutense Movimiento por la Dignidad y la Ciudadanía, próximo de Yolanda Díaz, recusou participar nas eleições gerais, pelo que não se integrará em Sumar. O mesmo aconteceu com Anova, a formação galega que concorreu nas eleições anteriores junto com Podemos e Esquerda Unida, que recusa apresentar-se e chama a "concentrar o voto na defesa da democracia e da soberania nacional da Galiza". Por seu lado, Adelante Andalucía confirmou que se apresentará em separado, mas apenas num dos círculos eleitorais andaluzes.